# Емил Кюлев
Емил Александров Кюлев е български банкер, бивш собственик на „ДЗИ Банк“. Председател на Управителния съвет на Българската федерация по плувни спортове. Един от най-богатите хора в България. Занимава се с банкерство, застрахователен бизнес и туризъм (бивш собственик на ваканционен клуб „Ривиера“ до Златни пясъци).

## Биография
Роден е на 5 юни 1957 година в семейството на Александър Кюлев, който впоследствие става полковник и разузнавач в парижката резидентура на тайните служби на НРБ. По майчина линия е от Кукуш – дядо му има дюкянче за търговия с кожи на площад „Македония“, а баба му е тъкачка във фабрика „Осма март“ и комунистка. Емил Кюлев завършва Руската гимназия в София с отличие. След отбиване на военната си служба учи в школата на МВР в Симеоново и работи в системата на МВР от 1985 до 1988 г. Завършва висше образование в Университета за национално и световно стопанство (УНСС) със специалност МИО.
През 1988 г. създава първата частна фирма за административно-правни услуги – „Контракт Кюлев“, която до смъртта му функционира и в областта на покупко-продажбите на имоти. През 1990 г. става един от учредителите на издателството „Еркюл“ и организира издаването на вестниците „Куриер 5“, „Марица“ и „Струма“, които излизат на книжния пазар в голям тираж.
Учредява банка „Туристбанк“ през 1989 г., която се преименува на „Туристспортбанк“, а по-късно на „Търговска и спестовна банка“ (ТСБанк). През 1994 г. напуска банката, която фалира при голямата банкова криза от есента на 1996 г.
През 1993 г. става съосновател на Конфедерацията на едрите индустриалци Г-13, чрез която бизнесът за пръв път загатва за амбициите си да диктува политиката.
През 1994 г. Кюлев заедно със Светослав Божилов участва в основаването на Българо-руската инвестиционна банка (БРИБанк). Престоят в БРИБанк продължава до 1998 г., когато пътищата на Божилов и Кюлев се разделят. Кюлев купува почти неизвестната „Тракиябанк“ – Пловдив, преименува я на „Росексимбанк“, като запазва руската връзка не само в наименованието. „Росексимбанк“ е обявена за най-бързо развиваща се банка в Източна и Средна Европа според класация на „THOMSON Financial Bank Watch“. Кюлев не крие, че за развитието на банката е важно участието на Майкъл Чорни. В интервю самият Кюлев заявява, че Чорни е вложил в „Росексимбанк“ 15 млн. долара, които впоследствие са му били изплатени. В надзорния съвет на „Росексимбанк“ дълго време участват Тодор Батков, Владимир Грашнов и Валентин Златев, чийто „Агрохолд“ държи 12,5% от акциите. Едва през 2003 г. банката се освобождава от офшорните си акционери (сред които са и предполагаемите фирми на Чорни).
Кюлев основава и първата частна Бърза помощ в България, закупувайки няколко хеликоптера от компанията си „Ер Бан“.
На 7 декември 1999 г. Агенцията за приватизация открива процедура по приватизация на „Държавен застрахователен институт – ДЗИ“ АД, дружеството майка на „ДЗИ – Общо застраховане“ АД. По тази процедура на 27 август 2002 г. дружеството е продадено на притежаваната от Емил Кюлев „Контракт София“ ООД за 21,5 млн. евро. Така е формиран най-големият финансов алианс в България с изцяло български капитал в размер на 200 млн. лева. „Росексимбанк“ се преименува на „ДЗИ Банк“ и възниква Българска финансова група „ДЗИ“. Банката обслужва най-значимите фирми в енергетиката: „Топлофикация – София“, НЕК, мини „Марица-Изток“, АЕЦ „Козлодуй“, електроразпределенията.
Преди това, през 2001 г., „Росексимбанк“ придобива остатъците от „Минералбанк“, а през 2002 г. – и „Балканбанк“. Последната сделка, която е договорена с ангажимента да се изплатят 17,14 млн. лв. на държавата (в лицето на БНБ и Агенцията за държавни вземания), носи в зестра и „Балканкар холдинг“, който е обявен в несъстоятелност. Наследяването на бившия индустриален гигант е и първият сериозен повод за напрежение между Кюлев и правителството на НДСВ.
Чрез свързани с ДЗИ фирми се сдобива с туристическите комплекси „Ривиера“ и „Слънчев ден“. Негова фирма придобива и 60% от „Интерхотел – Сандански“.
На 17 септември 2001 г. е сред учредителите на Бизнес клуб „Възраждане“ заедно с Илия Павлов и Васил Божков. Кюлев е и съветник на президента Георги Първанов и един от спонсорите за политическите кампании на НДСВ, БСП и на самия Първанов за кампанията му през 2001 г.
Удостоен с наградата „Мистър Икономика“ за 2002 г. на седмия национален конкурс за най-успешен български икономист на годината, организиран от сп. „Икономика“ и неговия издател корпорация „Развитие“. Материалното изражение на наградата е златна статуетка на Ставри Калинов „Рибарят и златната рибка“.
През 2004 г. е включен в проекта „Супер Боровец“, което навярно е причината за убийството му. Емил Кюлев е убит на 26 октомври 2005 г. в София на бул. „България“. Американският посланик в София Джон Байърли същия ден следобед изпраща до Държавния департамент доклад, озаглавен „В София е убит български топ перач на пари“.